# Callixanthospila piceki
Callixanthospila piceki é uma espécie de coleóptero da tribo Callichromatini (Cerambycinae), com distribuição apenas na África do Sul.

## Sistemática
- Ordem Coleoptera
  - Subordem Polyphaga
    - Infraordem Cucujiformia
      - Superfamília Chrysomeloidea
        - Família Cerambycidae
          - Subfamília Cerambycinae
            - Tribo Callichromatini
              - Gênero Callixanthospila
                - C. piceki (Adlbauer, 2002)